# Lý Lệ Hoa
Lý Lệ Hoa (tiếng Trung: 李麗華, tiếng Anh: Teresa Li; (17 tháng 7 năm 1924 - 19 tháng 3 năm 2017) là một nữ tài tử điện ảnh Hồng Kông.

## Phim đã diễn xuất
- 電影香江(紀錄片) (2009)
- 媽祖 (1980)
- 新紅樓夢 (1978)
- 神拳三壯士 (1976)
- 鬼狐 (1976)
- 迎春閣的風波 (1973)
- 大漢兒女 (1971)
- 大地春雷 (1971)
- 金玫瑰 (1971)
- 長江一號 (1971)
- 金葉子 (1970)
- 一封情報百萬兵 (1970)
- 鬼狐外傳 (1970)
- 喜怒哀樂 (1970)
- 揚子江風雲 (1969)
- 山河血 (1969)
- 連瑣 (1967)
- 盜劍 (1967)
- 觀世音 (1967)
- 魂斷奈何天 (1966)
- 萬古流芳 (1965)
- 七七敢死隊 (1965)
- 怒海情仇 (1965)
- 紅伶淚 (1965)
- 梁山伯與祝英台 (1964)
- 一毛錢 (1964)
- 新啼笑因緣 (1964)
- 故都春夢 (1964)
- 第二春 (1963)
- 武則天 (1963)
- 閻惜姣 (1963)
- 楊乃武與小白菜 (1963)
- 秦香蓮 (1963)
- 黑狐狸 (1962)
- 巫山春回 (1962)
- 楊貴妃 (1962)
- 黑夜鎗聲 (1960)
- 風雨歸舟 (1959)
- 貴婦風流 (1959)
- 飛虎嬌娃 China Doll (1958)
- 元元紅 (1958)
- 天作之合 (1957)
- 游龍戲鳳 (1957)
- 娘惹與峇峇 (1956)
- 黑妞 (1956)
- 臥薪嘗膽 (1956)
- 蝴蝶夫人 (1956)
- 盲戀 (1956)
- 少奶奶的秘密 (1956)
- 風雨牛車水 (1956)
- 鬼戀 (1956)
- 雪里紅 (1956)
- 戀之火 (1956)
- 小鳳仙 (續集) (1955)
- 櫻都艶跡 (1955)
- 海棠紅 (1955)
- 茶花女 (1955)
- 小白菜 (1955)
- 春情烈火 (1954)
- 玫瑰玫瑰我愛你 (1954)
- 風蕭蕭 (1954)
- 萬里長城 (1954)
- 一鳴驚人 (1954)
- 銀海千秋 (1953)
- 小鳳仙 (1953)
- 寒蟬曲 (1953)
- 仲夏夜之戀 (1953)
- 孽海情天 (1953)
- 巫山盟 (1953)
- 秋瑾 (1953)
- 滿園春色 (1952)
- 勾魂艷曲 (1952)
- 拜金的人 (1952)
- 詩禮傳家 (1952)
- 新紅樓夢 (1952)
- 花姑娘 (1951)
- 誤佳期 (1951)
- 火鳳凰 (1951)
- 血海仇 (1951)
- 豪門孽債 (1950)
- 說謊世界 (1950)
- 冬去春來 (1950)
- 駝龍 (1949)
- 海誓 (1948)
- 紅粉盜 (1948)
- 春雷 (1948)
- 女大當嫁 (1948)
- 春殘夢斷 (1947)
- 艶陽天 (1947)
- 三女性 (1947)
- 假鳳虛凰 (1946)
- 春江遺恨 (1944)
- 萬紫千紅 (1944)
- 賣花女 (1943)
- 秋海棠 (1942)
- 秋     1941
- 薄命佳人  1941
- 英烈傳 (1941)
- 魂斷藍橋 (1941)
- 隱身女俠 (1940)
- 千里送京娘 (1940)
- 三笑續集 (1940)
- 三笑 (1940)